# Parlamento de Fiyi
El Parlamento de la República de Fiyi (en inglés: Parliament of the Republic of Fiji), es el órgano unicameral que ostenta el poder legislativo en el mencionado país.

## Historia

### Establecimiento
El Parlamento de Fiyi data del 10 de octubre de 1970, cuando Fiyi se independizó del Reino Unido. El Parlamento reemplazó al anterior cuerpo legislativo colonial, el Consejo Legislativo de Fiyi, que había existido en varias formas durante todo el período colonial. Una cláusula anterior en la Constitución de 1970, que fue adoptada en la independencia, estipulaba que el antiguo Consejo Legislativo pasaría a llamarse Cámara de Representantes y permanecería en el cargo, en espera de las primeras elecciones posteriores a la independencia en 1972.

### Interrupciones
Desde la independencia, el gobierno parlamentario se ha interrumpido tres veces. La primera interrupción fue de 1987 a 1992, debido a dos golpes de estado de 1987 instigados por el teniente coronel Sitiveni Rabuka. La segunda interrupción ocurrió cuando un golpe de Estado de 2000 intentado por George Speight hizo inviable el sistema parlamentario y resultó en la disolución del Parlamento. Una elección general en 2000 restauró el sistema democrático. Las Fuerzas Militares de la República de Fiyi bajo el liderazgo de Frank Bainimarama dieron un golpe de Estado derrocando al gobierno de nuevo en 2006. No se realizaron más elecciones hasta septiembre de 2014.

### Composición
La composición del Parlamento ha cambiado a lo largo de los años. De 1972 a 1987 hubo 52 diputados y 22 senadores. En 1992, el Parlamento se amplió a 70 representantes y 34 senadores, cifras que se ajustaron marginalmente en 1999 para proporcionar 71 representantes y 32 senadores. 25 de éstos fueron elegidos por sufragio universal. Los 46 restantes estaban reservados para las comunidades étnicas de Fiyi y fueron elegidos de los registros electorales comunales: 23 fiyianos, 19 Indo-Fiyianos, 1 Rotuman y 3 " Electores generales" (europeos, chinos y otras minorías). La cámara alta del parlamento, el Senado, tenía 32 miembros, designados formalmente por el presidente a propuesta del Gran Consejo de Jefes (14 ), el primer ministro (9), el líder de la oposición (8), y el Consejo de las Islas Rotuman (1).
El Senado era menos poderoso que la Cámara de Representantes; el Senado no podía iniciar una legislación, pero podía rechazarla o enmendarla. Los poderes del Senado sobre los proyectos de ley financieros estaban más restringidos: podía vetarlos en su totalidad, pero no podía modificarlos. La Cámara de Representantes podría anular un veto senatorial aprobando el proyecto de ley por segunda vez en la sesión parlamentaria inmediatamente posterior a aquella en la que fue rechazado por el Senado, después de un período mínimo de seis meses. Se exceptuaban las reformas a la Constitución: el veto del Senado era absoluto. Luego de la aprobación de un proyecto de ley por la Cámara de Representantes, el Senado tenía 21 días (7 días en el caso de un proyecto de ley clasificado como "urgente") para aprobarlo, modificarlo o rechazarlo; si al vencimiento de ese término el Senado nada había hecho al respecto, se tuvo por aprobado el proyecto de ley. Como resultado de que el edificio del parlamento tuviera solo una cámara de debate, el Senado y la Cámara de Representantes utilizaron la misma cámara en momentos diferentes.

### Sistema unicameral
La Constitución de 2013 promulgada por el gobierno interino respaldado por militares abolió el Senado y la Cámara de Representantes, instituyendo un Parlamento de 50 miembros de una sola cámara. La sección 54(2) de la Constitución exige que la Comisión Electoral de Fiyi revise la composición del parlamento al menos un año antes de las elecciones generales y, si es necesario, puede aumentar o disminuir el número total de miembros. En su revisión, la comisión se asegurará de que la proporción de miembros por población sea la misma que la proporción en la fecha de la primera elección general en virtud de esta Constitución. Además, la comisión está obligada a considerar el censo más reciente, el Registro de Electores o cualquier otra información oficial disponible al realizar su revisión.
- Datos: Q4345425
- Multimedia: Parliament of Fiji / Q4345425